# 1100

## Esdeveniments
- El rei Enric I d'Anglaterra promulga la Carta de Llibertats, antecedent de la Constitució
- Invenció del joc de dames (aproximat)
- Fundació de Cuzco, al Perú
- Explicació del principi de la cambra fosca, que possibilitarà la fotografia

## Necrològiques
- 8 de setembre: Climent III, prelat italià, arquebisbe de Ravenna, elegit Papa en 1080 en oposició imperial al papa Gregori VII.
- Jofré de Bouillon, cavaller defensor del Sant Sepulcre. El seu germà Balduí esdevé el primer rei de Jerusalem.